# Twirling
Il twirling è una disciplina ginnico-sportiva e uno sport individuale, di coppia e di squadra, maschile e femminile, caratterizzato dall'uso di un attrezzo denominato bastone e da movimenti del corpo che seguono con armonia una base musicale.

## Descrizione

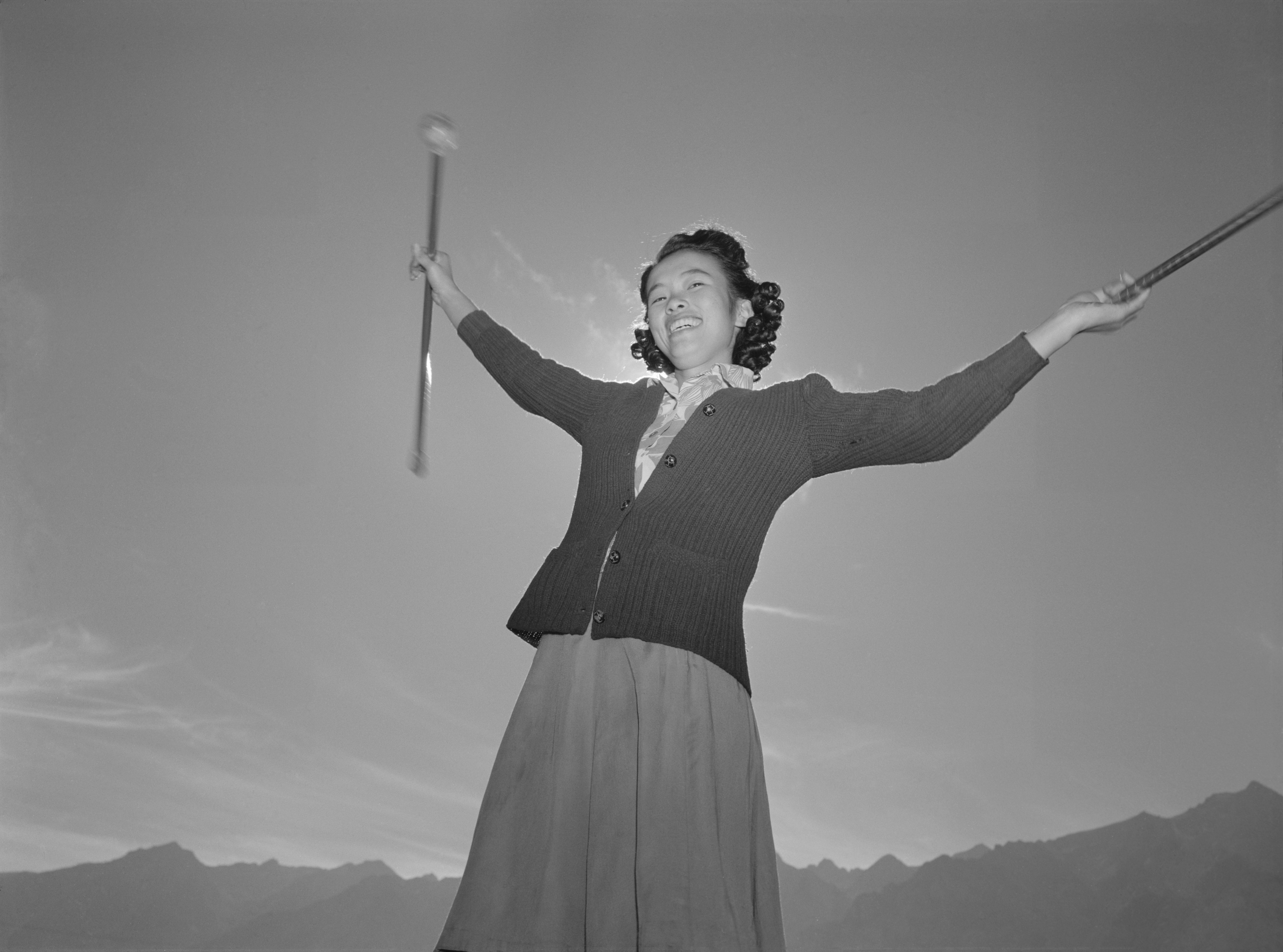
Movimenti di twirling. Manzanar War Relocation Center, 1943. Foto di Ansel Adams.

Il bastone è un'asta metallica a sezione circolare di lunghezza variabile tra i 50 e i 75 cm, alle cui estremità vi sono due pomelli in gomma: uno piccolo ("tip") ed uno grande ("ball").

Il termine twirling deriva dal verbo inglese "to twirl" ovvero roteare, riferito al movimento del bastone che è coordinato con movimenti del corpo. La base musicale implica delle componenti ritmiche ed espressive che integrano gli elementi tecnici.
I movimenti del bastone e del corpo sono giudicati in base a regolamenti nazionali e internazionali. Infatti, analogamente ad altri sport (come la ginnastica ritmica), le classifiche sono determinate da una giuria che valuta il merito tecnico e l'espressione artistica.
Alcuni elementi tecnici fondamentali sono:
- lanci: due o più rotazioni aeree dell'attrezzo precedute da una fase di lancio e precedenti una fase di ripresa che possono essere svolte con svariate tecniche; durante la fase aerea l'atleta può eseguire dei movimenti ginnici come giri, salti, ruote, capovolte, e rovesciate;
- rolls: rotazione del bastone sul corpo senza l'utilizzo delle mani;
- materiale di contatto: movimenti eseguiti vicino al corpo che servono da collegamento in un esercizio.

La preparazione atletica consiste inizialmente nella ginnastica formativa, per poi approfondire gli elementi fondamentali tipici di altre discipline quali la danza, la ginnastica ritmica e la ginnastica artistica: scioltezza, equilibrio, coordinazione, armonia nei movimenti ed elementi di acrobatica.

## Storia
Il twirling nasce nelle isole Samoa nell'Oceano Pacifico, dove sembra che alcune danzatrici usassero esibirsi con bastoni colorati.

Negli Stati Uniti d'America, durante gli anni venti, davanti ai musicisti delle bande musicali si esibiva un mazziere che manovrava un bastone lungo circa 80 cm. Nel tempo le mazze furono modificate diventando più leggere e maneggevoli.

Dopo gli anni trenta nacquero le majorette a scopo folkloristico.

Parallelamente alla diffusione delle majorettes, si è sviluppata anche una vera e propria disciplina sportiva che ha abbandonato lo scopo dell'intrattenimento.

## Nel mondo
La World Baton Twirling Federation (WBTF) nasce a Londra nell'ottobre del 1977 grazie all'impegno della federazione italiana e di quella americana. Nell'aprile del 1978 vengono approvati Statuto e Atto costitutivo a Las Palmas nelle Isole Canarie. Il primo meeting mondiale si tenne a Venezia in Piazza San Marco fra il 31 marzo e il 1º aprile del 1979.

Oltre all'Italia e agli Stati Uniti d'America, attualmente fanno parte della WBTF: Australia, Belgio, Brasile, Canada, Spagna, Croazia, Inghilterra, Francia, Germania, Ungheria, Irlanda, Giappone, Paesi Bassi, Norvegia, Scozia, Seychelles, Slovenia, Sudafrica, Svezia e Svizzera..

Inoltre, 15 di questi Paesi fanno parte anche della federazione europea di twirling denominata CETB, Confédération Européenne de Twirling Bâton. Viene fondata nel 1978 dalle federazioni nazionali di Belgio, Francia, Germania, Inghilterra, Italia, Lussemburgo e Svizzera, con l'obiettivo di diffondere il twirling nel Continente. Attualmente la CETB rappresenta un punto di riferimento per 650 società, 18000 atleti, 300 allenatori e 200 giudici.

Attualmente sono due le federazioni mondiali che organizzano competizioni di twirling:
- World Baton Twirling Federation, riconosciuta dal Comitato Olimpico Internazionale;
- National Baton Twirling Association, non riconosciuta dal Comitato Olimpico Internazionale.

## In Italia
La Federazione Italiana Twirling, fondata nel 1974 a Robbio, è riconosciuta dal CONI e prende parte ai Campionati Mondiali ed Europei organizzati rispettivamente dalla WBTF e dalla CETB.

Sul territorio nazionale la FITw è suddivisa in Comitati Regionali che rappresentano il punto di riferimento per le singole società sportive. I Comitati Regionali svolgono il ruolo di tramite tra la FITw e le società, si occupano dell'amministrazione, dei contatti con le sedi regionali del CONI, dell'organizzazione dei campionati regionali e di corsi per atleti e tecnici..
Esistono 8 comitati regionali (Piemonte, Lombardia, Sicilia, Triveneto, Lazio, Marche, Liguria e Toscana) per un totale di 63 società.

Ogni anno la FITw, sulla base dei risultati dei campionati, stila una classifica delle società. Nel 2009 le prime dieci posizioni erano le seguenti:
1. Collegno (TO, Piemonte)
2. Santa Cristina (NO, Piemonte)
3. Oleggio (NO, Piemonte)
4. Carrù (CN, Piemonte)
5. Medea Twirling (SR, Sicilia)
6. Sacconago (VA, Lombardia)
7. Mathi (TO, Piemonte)
8. Sangano (TO, Piemonte)
9. Rivolta d'Adda (CR, Lombardia)

Le gare sono strutturate, a seconda del livello degli atleti, in serie A, B, C, D, Preagonismo e Propaganda. Nell'agonismo le specialità sono individuali (freestyle, solo, 2 bastoni), duo, team (da 5 a 9 elementi) e gruppo (oltre i 10 elementi).
Vi è inoltre una suddivisione per fasce di età:
- preagonismo (dai 5 ai 7 anni)
- cadetti (dagli 8 ai 10)
- junior (dagli 11 ai 17)
- senior (oltre i 18).

I campionati di serie D prevedono esercizi individuali obbligatori (identici per tutti i partecipanti) a corpo libero o di tecnica twirling.

Ai campionati di serie B e C (suddiviso in C1 e C2) partecipano atleti individuali, duo e squadre. Sono organizzati in tre gare regionali che assegnano i titoli regionali e inoltre fungono da selezione per la finale nazionale (rispettivamente il "Campionato nazionale di Serie B" e il "Trofeo delle Regioni").

Il campionato di serie A (suddiviso in A1 e A2) prevede la partecipazione di atleti individuali, duo, e squadre. Si svolge su tre fasi nazionali e assegna i titoli di campioni italiani. Dalla classifica finale della categoria A1 la Federazione seleziona le atlete che partecipano alle competizioni internazionali.
Il 26 gennaio 2010 presso il salone d'Onore del CONI si sono svolti i festeggiamenti per i 35 anni d'attività della FITw, presenti il Presidente della FITw Peppino Giamminola, il Presidente del CONI Gianni Petrucci e il Presidente della CEBT Jean Claude Stainer. In occasione di questo riconoscimento Petrucci ha premiato ufficialmente l'atleta Chiara Stefanazzi per i suoi meriti sportivi (2 titoli Mondiali 1993 e 1996, 4 titoli europei 1994-1996-1998-2000 e i titoli italiani dal 1994 al 2002).

## Competizioni internazionali
L'Italia partecipa a tre diversi tipi di competizioni internazionali:
1. Campionato europeo: organizzato dalla CETB, assegna i titoli di campione europeo nelle diverse specialità. La nazionale italiana partecipa con 4 individuali junior, 4 senior, 1 duo junior, 1 duo senior, 1 team e 1 gruppo.
2. Campionato mondiale: organizzato dalla WBTF, assegna i titoli di campione mondiale nelle diverse specialità. La nazionale italiana partecipa con 3 individuali junior, 3 individuali senior, 1 duo junior, 1 duo senior e 1 team.
3. Grand Prix: una competizione a livello europeo, per la quale vengono selezionate 3 individuali e 1 duo, con la condizione che durante l'anno agonistico precedente le atlete non abbiano partecipato a competizioni internazionali nella categoria per cui sono state scelte.

Esistono anche due competizioni internazionali per società:
- Coppa Europa
- International Cup[6].

### Campionati mondiali
La principale competizione a livello internazionale, organizzata dalla WBTF, è il Campionato mondiale di Twirling. La prima edizione si tenne a Seattle nel 1980 e assegnava i soli titoli del freestyle maschile (senior) e femminile (junior e senior). Sono state introdotte solo successivamente le categorie team (1981) e duo (1993). Fino al 2008 i Campionati mondiali si sono svolti annualmente; la WBTF ha deciso, a partire dal 2010, di organizzarli ogni due anni (venendo incontro alle federazioni europee che negli anni in cui si disputavano i Campionati europei non sempre partecipavano alle competizioni mondiali).
Città organizzatrici e titoli assegnati:
| Anno | Città           | Senior femminile    | Senior maschile    | Junior femminile  | Junior maschile    | Team     | Duo senior | Duo junior |
| ---- | --------------- | ------------------- | ------------------ | ----------------- | ------------------ | -------- | ---------- | ---------- |
| 1980 | Seattle         | Pam Harris          | Michael Cruz       | Bonnie Palacious  | -                  | -        | -          | -          |
| 1981 | Nizza           | Marci Papadopoulos  | Michael Cruz       | Bonnie Palacious  | -                  | USA      | -          | -          |
| 1982 | Tokio           | Yolanda Castellanos | Glenn Bittenbender | Bonnie Palacious  | -                  | Italia   | -          | -          |
| 1983 | Milano          | Annetta Lucero      | Glenn Bittenbender | Bonnie Palacious  | -                  | USA      | -          | -          |
| 1984 | Calgary         | Merrilee Meredith   | Mark Nash          | Bonnie Palacious  | -                  | USA      | -          | -          |
| 1985 | Francoforte     | Monique Frey        | Mark Nash          | Stacy Singer      | -                  | USA      | -          | -          |
| 1986 | Torino          | Annetta Lucero      | Glenn Bittenbender | Janae Dorn        | Tomokune Kojima    | Italia   | -          | -          |
| 1987 | Parigi          | Bonnie Palacious    | Mark Nash          | Janae Dorn        | Mauro Ceolin       | Italia   | -          | -          |
| 1988 | Nagoya          | Janae Dorn          | Mark Nash          | Stacy Singer      | Christian DeBacker | Italia   | -          | -          |
| 1989 | Losanna         | Lucinda McMaster    | Mark Nash          | Stacy Singer      | Seishi Inagaki     | Italia   | -          | -          |
| 1990 | San Antonio     | Carolyn Day         | Kevan Latrace      | Stacy Singer      | Seishi Inagaki     | Italia   | -          | -          |
| 1991 | Padova          | Noriko Takahashi    | Mark Nash          | Stacy Singer      | Seishi Inagaki     | Italia   | -          | -          |
| 1992 | Parigi          | Noriko Takahashi    | Mark Nash          | Stacy Singer      | Seishi Inagaki     | Giappone | -          | -          |
| 1993 | Den Bosch       | Stacy Singer        | Kevan Latrace      | Chiara Stefanazzi | Seishi Inagaki     | USA      | Giappone   | Giappone   |
| 1994 | Newmarket       | Noriko Takahaski    | Mark Nash          | Alysha Depp       | Toshimichi Sasaki  | Giappone | Francia    | Giappone   |
| 1995 | Ginevra         | Noriko Takahaski    | Seishi Inagaki     | Aiko Hamada       | Gregory Thinet     | Giappone | Giappone   | Giappone   |
| 1996 | Genova          | Chiara Stefanazzi   | Seishi Inagaki     | Akemi Kimura      | Gregory Thinet     | Francia  | Giappone   | Giappone   |
| 1997 | Honolulu        | Annetta Lucero      | Seishi Inagaki     | Akemi Kimura      | Jason Lee          | Giappone | Giappone   | Giappone   |
| 1998 | Villeurbanne    | Noriko Takahashi    | Seishi Inagaki     | Hollie Neilson    | Shuichi Kawazu     | Giappone | Giappone   | Giappone   |
| 1999 | Daytona Beach   | Noriko Takahashi    | Seishi Inagaki     | Hollie Neilson    | Shuichi Kawazu     | Giappone | Canada     | Canada     |
| 2000 | Den Bosch       | Hollie Neilson      | Seishi Inagaki     | Yumi Ijima        | Shuichi Kawazu     | Giappone | Francia    | Giappone   |
| 2001 | Villebon/Parigi | Hollie Neilson      | Seishi Inagaki     | Yumi Ijima        | Manabu Kawaguchi   | Giappone | Francia    | Giappone   |
| 2002 | Saskatoon       | Hollie Neilson      | Seishi Inagaki     | Haruka Izumi      | Keisuke Komada     | USA      | Giappone   | Giappone   |
| 2003 | Badalona        | Chiharu Tachibana   | Seishi Inagaki     | Haruka Izumi      | Keisuke Komada     | USA      | Giappone   | Giappone   |
| 2004 | Osaka           | Chiho Honjo         | Seishi Inagaki     | Tomoe Nishigaki   | Keisuke Komada     | Giappone | Giappone   | Francia    |
| 2005 | Saint Paul      | Chiharu Tachibana   | Seishi Inagaki     | Tomoe Nishigaki   | Keisuke Komada     | -        | -          | Giappone   |
| 2006 | Roma            | Chiho Honjo         | Toshimichi Sasaki  | Tomoe Nishigaki   | Keisuke Komada     | Francia  | Giappone   | Giappone   |
| 2007 | Hamilton        | Yumi Ijima          | Toshimichi Sasaki  | Mizuki Sako       | Yuki Aikawa        | Giappone | Giappone   | Giappone   |
| 2008 | Limerick        | Yumi Ijima          | Toshimichi Sasaki  | Sayaka Hongoh     | Yuki Aikawa        | Giappone | Francia    | Giappone   |
| 2010 | Bergen          | Tomoe Nishigaki     | Shuichi Kawazu     | Sayaka Hongoh     | Naoya Moro         | Giappone | Giappone   | Giappone   |
| 2012 | Villebon        | Tomoe Nishigaki     | Keisuke Komada     | Sayumi Yamamoto   | Daichi Fujiwara    | Francia  | Francia    | Giappone   |

### International Cup
Dal 2005, la WBTF ha introdotto l'International Cup di Twirling, una competizione a livello internazionale destinata alle singole società. Fino al 2008, l'International Cup si teneva in concomitanza con i Campionati Mondiali. Dal 2009 si svolge invece ogni due anni.

### Campionati europei
La più prestigiosa competizione per nazioni europee, organizzata dalla CETB, è il Campionato europeo di Twirling. La prima edizione si tenne ad Annecy, in Francia, nel 1980 e assegnava i titoli del freestyle maschile (senior), femminile (junior e senior) e team. Solo successivamente sono state introdotte le categorie gruppo (1985) e duo (1996). Negli anni in cui non si svolgono i Campionati europei di norma la CETB organizza la Coppa Europa per clubs.
Città organizzatrici e titoli assegnati:
| Anno | Città       | Senior femminile     | Senior maschile    | Junior femminile  | Junior maschile    | Team    | Gruppo  | Duo senior | Duo junior |
| ---- | ----------- | -------------------- | ------------------ | ----------------- | ------------------ | ------- | ------- | ---------- | ---------- |
| 1980 | Annecy      | Brigitte Chenavard   | Pascal Dumas       | Yannick Emery     | -                  | Francia | -       | -          | -          |
| 1981 | Ginevra     | Michèle Carne        | Pascal Dumas       | Valérie Perego    | -                  | Italia  | -       | -          | -          |
| 1984 | Novara      | Barbara Airoldi      | Pascal Dumas       | Martina Libero    | David Cole         | Italia  | Italia  | -          | -          |
| 1985 | Lokeren     | Roberta Bailo        | Pascal Dumas       | Martina Libero    | Mauro Ceolin       | Italia  | Italia  | -          | -          |
| 1986 | Besançon    | Sandrine Courat      | Pascal Dumas       | Véronique Roujan  | Bertrand Royer     | Francia | Francia | -          | -          |
| 1987 | Vevey       | Martina Libero       | Pascal Dumas       | Ombretta Busetti  | Mauro Ceolin       | Italia  | Italia  | -          | -          |
| 1988 | Perth       | Martina Libero       | Paolo Taborelli    | Valentina Sempio  | Bertrand Royer     | Francia | Italia  | -          | -          |
| 1990 | Francoforte | Laětitia Patouillard | Bertrand Royer     | Guiléne Bolnet    | Yannick Gaillard   | Italia  | Italia  | -          | -          |
| 1992 | Sheffield   | Laětitia Patouillard | Bertrand Royer     | Agnes Giraud      | Guillaume Lebret   | Italia  | Francia | -          | -          |
| 1994 | Barcellona  | Chiara Stefanazzi    | Bertrand Royer     | Angélique Lambert | Grégory Thinet     | Italia  | Francia | -          | -          |
| 1996 | Verona      | Chiara Stefanazzi    | Bertrand Royer     | Natascia Annaloro | Grégory Thinet     | Francia | Francia | Francia    | Francia    |
| 1998 | Portsmouth  | Chiara Stefanazzi    | Sebastien Dubois   | Vanessa Matéi     | Thomas Gogendeau   | Francia | Italia  | Francia    | Francia    |
| 2000 | Rüsselsheim | Chiara Stefanazzi    | Sebastien Dubois   | Sophie Aime       | Francois Leboucher | Francia | Francia | Italia     | Italia     |
| 2002 | Illkirch    | Vanessa Matéi        | Sebastien Dubois   | Alysson Vilaca    | Franck Proust      | Francia | Francia | Francia    | Francia    |
| 2004 | Ginevra     | Géraldine Lebret     | Thomas Gogendeau   | Alysson Vilaca    | Alexandre Haslin   | Francia | Francia | Francia    | Francia    |
| 2005 | Maribor     | Catherine Moua       | Francois Leboucher | Marina Bernard    | Luc Oeuvrard       | Francia | Francia | Francia    | Francia    |
| 2007 | Den Bosch   | Catherine Moua       | Arnaud Lemazurier  | Elodie Kupke      | Virgile Laberthe   | Francia | Francia | Francia    | Italia     |
| 2009 | Strasburgo  | Marina Bernard       | Adrien Sellier     | Elodie Kupke      | Joffrey Cappi      | Francia | Francia | Francia    | Francia    |
| 2011 | Torino      | Margherita Rocchetti | Daniele Zambito    | Alexia Dessy      | Raphael Hercouet   | Italia  | Italia  | Italia     | Italia     |
| 2013 | Helsingborg | Laurie Menvielle     | Jason Travers      | Maylis Camus      | Raphael Hercouet   | Francia | Francia | Francia    | Francia    |